# جيف أندروس
جيف أندروس (بالإنجليزية: Jeff Andrus)‏ (19 مارس 1947، كينغ سيتي في الولايات المتحدة - 27 مارس 2011)؛ كاتِب ومؤلِّف، كاتب سيناريو وروائي أمريكي. درس في جامعة ستانفورد.

## روابط خارجية
- جيف أندروس على موقع IMDb (الإنجليزية)
- جيف أندروس على موقع قاعدة بيانات الفيلم (الإنجليزية)